# Théorème de Kleene
Ne doit pas être confondu avec Théorème de récursion de Kleene ou Théorème du point fixe de Kleene.
En informatique théorique, et plus précisément en théorie des automates, le théorème de Kleene affirme qu'un langage est rationnel (c'est-à-dire décrit par une expression rationnelle) si et seulement s’il est reconnu par un automate fini. C'est un théorème fondamental de la théorie des langages formels et des automates.
La première formulation de ce théorème est due au mathématicien Stephen C. Kleene,.

## Historique
Le début des automates finis, et notamment la genèse du théorème de Kleene est décrite par Dominique Perrin. La première mention des automates finis remonte à un article McCulloch et Pitts en 1943. C'est Stephen Kleene qui reprend cet article en 1956, et présente la première preuve de son théorème. Le premier exposé complet est donné par Rabin et Scott en 1959.

## Formulation contemporaine
Depuis le traité d'Eilenberg, le théorème de Kleene est formulé de façon plus concise comme suit.
L'ensemble des langages rationnels sur un alphabet {\displaystyle A} est par définition le plus petit ensemble de parties de {\displaystyle A^{*}} contenant les singletons et l'ensemble vide, et fermé par les opérations d'union, concaténation et étoile. Cet ensemble est noté {\displaystyle {\text{Rat }}A^{*}}.
On appelle langage reconnaissable sur un alphabet {\displaystyle A} tout langage qui peut être reconnu par un automate fini sur {\displaystyle A}. L'ensemble des langages reconnaissables est noté {\displaystyle {\text{Rec }}A^{*}}.
Le théorème de Kleene s'énonce alors comme suit.
Théorème de Kleene — Sur un alphabet fini {\displaystyle A}, il y a égalité entre langages rationnels et langages reconnaissables. En d'autres termes, on a
{\displaystyle {\text{Rat }}A^{*}={\text{Rec }}A^{*}}

## Démonstrations
De nombreuses variantes de démonstrations de ce théorème existent. La plupart des preuves sont constructives, c'est-à-dire que l'on donne des algorithmes qui calculent un automate à partir d'une expression rationnelle, et une expression rationnelle à partir d'un automate. 

### Inclusion Rat A* ⊂ Rec A*
- On prouve que l'ensemble des langages reconnaissables est fermé par les opérations d'union, produit et étoile en réalisant les constructions des automates appropriés (voir le paragraphe Construction d'automates finis à partir des expressions rationnelles de l'article Automate fini non déterministe) ; comme il contient de plus les singletons et l'ensemble vide, on conclut en utilisant la définition de {\displaystyle {\text{Rat }}A^{*}}.
- On prouve que les langages décrits par une expression rationnelle sont reconnus par automate fini. Les méthodes les plus répandues sont :
  - la méthode de Thompson ;
  - la méthode de Glushkov ;
  - la méthode de Brzozowski.

Les applications pratiques ont suscité un intérêt pour le développement d'algorithmes efficaces pour réaliser les constructions qui interviennent dans la preuve.

### Inclusion Rec A* ⊂ Rat A*
Il s'agit de donner une expression rationnelle pour le langage reconnu par un automate fini. Trois algorithmes sont courants :
- L'algorithme de McNaughton et Yamada : on calcule par itération les langages reconnus dont les chemins n'utilisent que certains états ;
- L'algorithme de Conway, dû à John Horton Conway : on calcule la matrice des langages reconnus par partition ;
- L'algorithme d'élimination ou méthode de Brzozowski et McCluskey : on élimine les états, et on remplace les étiquettes par des expressions rationnelles.
- Le lemme d'Arden.

Toutes ces méthodes sont des méthodes d'élimination d'états.

## Généralisations et extensions

### Théorème de Kleene-Schützenberger
On doit au mathématicien Marcel-Paul Schützenberger l'extension du théorème de Kleene aux séries formelles (respectivement aux automates pondérés). Le théorème affirme qu'une série formelle en variables non commutatives à coefficients dans un demi-anneau est rationnelle si et seulement si elle est reconnue par un automate fini pondéré, dont les poids respectifs des étiquettes sont des éléments de ce demi-anneau.

### Extensions aux monoïdes
Le théorème de Kleene a fait l'objet de tentatives d'extension aux monoïdes généraux, pas nécessairement libres. Étant donné 
un monoïde {\displaystyle M}, les parties rationnelles de {\displaystyle M} sont la plus petite famille de parties de {\displaystyle M} contenant les singletons et l'ensemble vide, et fermée par union, produit et passage au sous-monoïde engendré (l'analogue de l'étoile de Kleene dans les monoïdes). On note {\displaystyle {\text{Rat }}M} l'ensemble des parties rationnelles de {\displaystyle M}.
Il convient d'exprimer de façon plus algébrique la notion de partie reconnaissable d'un monoïde. Une partie {\displaystyle H} d'un monoïde {\displaystyle M} est une partie reconnaissable de {\displaystyle M} si elle est saturée par une congruence d'index fini, en d'autres termes s'il existe un monoïde fini {\displaystyle N}, et un morphisme surjectif {\displaystyle f:M\to N} tel que {\displaystyle H=f^{-1}(K)}, où {\displaystyle K=f(H)}. On note {\displaystyle {\text{Rec }}M} l'ensemble des parties reconnaissables de {\displaystyle M}.
Avec ces définitions, l'égalité {\displaystyle {\text{Rec }}M={\text{Rat }}M} est par exemple vraie dans les monoïdes finis. McKnight a prouvé que si {\displaystyle M} est un monoïde finiment engendré, alors {\displaystyle {\text{Rec }}M\subset {\text{Rat }}M}. L'égalité n'est pas vraie en général. En particulier, dans le produit de deux monoïdes libres, les parties rationnelles sont les transductions rationnelles, alors que les parties reconnaissables sont, d'après un théorème de Mezei, des unions finies de produits de parties reconnaissables des deux monoïdes composants.

#### Le cas des groupes
Un sous-groupe {\displaystyle H} d'un groupe {\displaystyle G} est une partie reconnaissable de {\displaystyle G} si et seulement s'il est d'index fini.
Un sous-groupe {\displaystyle H} d'un groupe {\displaystyle G} est une partie rationnelle de {\displaystyle G} si et seulement s'il est finiment engendré.
Si {\displaystyle G} lui-même est finiment engendré, le théorème de McKnight cité plus haut implique que tout sous-groupe d'index fini est finiment engendré, un résultat habituellement attribué à Howson.

### Théorèmes de Kleene pour les monoïdes partiellement commutatifs
Le théorème de Kleene reste valide, sous réserve d'une restriction de l'étoile de Kleene, dans les 
monoïdes des traces ou monoïdes partiellement commutatifs libres.
Soit {\displaystyle A} un alphabet. Une relation d'indépendance ou relation de commutation {\displaystyle I} est une partie {\displaystyle I} de {\displaystyle A\times A} qui est irréflexive et symétrique. Une relation d'indépendance {\displaystyle I} définit une relation de dépendance réflexive et symétrique {\displaystyle D} par {\displaystyle D=A\times A\setminus I}, et réciproquement.
Une relation d'indépendance induit une relation binaire {\displaystyle \sim } sur {\displaystyle A^{*}}, où {\displaystyle u\sim v} si et seulement si {\displaystyle u=xaby} et {\displaystyle v=xbay} pour des mots {\displaystyle x,y\in A^{*}} et une paire {\displaystyle (a,b)\in I}. On note {\displaystyle \equiv } est la fermeture réflexive, symétrique et transitive de {\displaystyle \sim }. Le monoïde des traces est le monoïde quotient de {\displaystyle A^{*}/{\equiv }}. Les éléments de {\displaystyle A^{*}/{\equiv }} sont des traces.
Pour un mot ou une trace {\displaystyle w}, on note {\displaystyle {\text{alph}}(w)} l'ensemble des lettres qui apparaissent dans {\displaystyle w}. Deux traces {\displaystyle u} et {\displaystyle v} sont indépendantes si toute lettre de {\displaystyle u} commute avec toute lettre de {\displaystyle v}. Une trace {\displaystyle u} est connexe si {\displaystyle {\text{alph}}(u)} induit un sous-graphe dont les sommets sont les lettres et les arêtes sont les éléments de {\displaystyle D}.
L'étoile de Kleene concurrente (concurrent star en anglais) d'une partie {\displaystyle X} de {\displaystyle A^{*}/{\equiv }} est l'ensemble {\displaystyle (c(X))^{*}}, où {\displaystyle c(X)} est l'ensemble des traces connexes non vides qui commutent avec une trace de {\displaystyle X}.
Notons {\displaystyle {\text{Rat}}^{c}(A^{*}/{\equiv })} le plus petit ensemble de parties de {\displaystyle A^{*}/{\equiv }} contenant les singletons et l'ensemble vide, et fermé par les opérations d'union, produit et l'étoile de Kleene concurrente. 
On a alors l'égalité suivante, due à Ochmański :
{\displaystyle {\text{Rat}}^{c}(A^{*}/{\equiv })\ =\ {\text{Rec}}(A^{*}/{\equiv }).}